# Sympherobius manchuricus
Sympherobius manchuricus är en insektsart som beskrevs av Nakahara 1960. Sympherobius manchuricus ingår i släktet Sympherobius och familjen florsländor. Inga underarter finns listade i Catalogue of Life.